# Arthenac
Arthenac là một xã trong tỉnh Charente-Maritime tổng Archiac trong vùng Nouvelle-Aquitaine, tây nam nước Pháp. Xã Arthenac nằm ở khu vực có độ cao trung bình 72 mét trên mực nước biển.

## Lịch sử biến động dân số
| Năm  | Dân số | Mật độ | Phần trăm của tổng |
| ---- | ------ | ------ | ------------------ |
| 1962 | 389    | -      | -                  |
| 1968 | 398    | -      | -                  |
| 1975 | 351    | -      | -                  |
| 1982 | 305    | -      | -                  |
| 1990 | 331    | -      | -                  |
| 1999 | 312    | 31/km² | 5.07%              |

## Other
Arthenac has a school, a church, a park and a square.